# Taur Matan Ruak
José María de Vasconcelos, conocido por su nombre de guerra Taur Matan Ruak (Baguia, Baucau, 10 de octubre de 1956), es un político y militar de Timor Oriental y presidente de su país. Su nombre de guerra significa dos ojos vivos en tétum. Fue presidente de Timor Oriental desde 2012 hasta 2017. Fue primer ministro de Timor Oriental desde junio de 2018 hasta julio de 2023.

## Biografía

### Carrera militar en el Falintil
Con tan solo 19 años, Taur Matan Ruak fue el líder del ala militar de Resistencia Timorense (Falintil) durante la fase final de la ocupación indonesia, llevando a cabo diversas operaciones en el este del país entre 1979 y 1980.
En 1981, es promovido a Jefe Adjunto del Estado Mayor, haciéndose cargo de las operaciones del Falintil tanto en el este, como el oeste del país, y posteriormente se encarga de todas las operaciones, realizadas por el brazo armado. En 1992, asciende a Jefe del Estado Mayor, luego en 1998, a subcomandante de las Fuerzas Armadas del Falintil, y en 2000, Comandante en Jefe del mismo. 

### Carrera política
Después de la independencia de Timor Oriental se convirtió en Jefe de Estado Mayor en septiembre de 2011, cargo al que dimitió para convertirse en candidato para las elecciones del 16 de abril de 2012.
En la elección presidencial se convierte en el candidato más votado con el 60,85 % de los votos, por lo que se convierte en el presidente.